# Liste kantonaler Volksabstimmungen des Kantons Graubünden
Die Liste kantonaler Volksabstimmungen des Kantons Graubünden zeigt die Volksabstimmungen des Kantons Graubünden von 2000 bis 2019.

## Statistik
Seit 2000 wurden 80 Volksabstimmungen durchgeführt (Stand: 31. Dezember 2019), von denen die deutliche Mehrheit von 64 Abstimmungen angenommen wurde.
| Jahr        | 2000 | 2001 | 2002 | 2003 | 2004 | 2005 | 2006 | 2007 | 2008 | 2009 | 2010 | 2011 | 2012 | 2013 | 2014 | 2015 | 2016 | 2017 | 2018 | 2019 | Total |
| Angenommene | 23   | 5    | 4    | 13   | 3    | 0    | 4    | 2    | 0    | 1    | 0    | 0    | 3    | 2    | 2    | 2    | 0    | 0    | 0    | 0    | 64    |
| Abgelehnte  | 1    | 0    | 0    | 1    | 1    | 0    | 0    | 0    | 2    | 1    | 1    | 0    | 1    | 2    | 1    | 0    | 0    | 1    | 3    | 1    | 16    |
| Total       | 24   | 5    | 4    | 14   | 4    | 0    | 4    | 2    | 2    | 2    | 1    | 0    | 4    | 4    | 3    | 2    | 0    | 1    | 3    | 1    | 80    |

## Abstimmungen

### 2019
| Datum      | Titel der Vorlage                                                               | Anteil Ja-Stimmen | Resultat  |
| ---------- | ------------------------------------------------------------------------------- | ----------------- | --------- |
| 19.05.2019 | Kantonale Volksinitiative zur Abschaffung der Sonderjagd (Sonderjagdinitiative) | 45,77 %           | Abgelehnt |

### 2018
| Datum      | Titel der Vorlage                                                                               | Anteil Ja-Stimmen | Resultat  |
| ---------- | ----------------------------------------------------------------------------------------------- | ----------------- | --------- |
| 25.11.2018 | Kantonale Volksinitiative «Gute Schule Graubünden – Mitsprache bei wichtigen Bildungsfragen»    | 25,33 %           | Abgelehnt |
| 25.11.2018 | Kantonale Volksinitiative «Gute Schule Graubünden – Mitsprache bei Lehrplänen»                  | 23,66 %           | Abgelehnt |
| 23.09.2018 | Kantonale Volksinitiative "Nur eine Fremdsprache in der Primarschule" (Fremdspracheninitiative) | 34,81 %           | Abgelehnt |

### 2017
| Datum      | Titel der Vorlage                                                                                | Anteil Ja-Stimmen | Resultat  |
| ---------- | ------------------------------------------------------------------------------------------------ | ----------------- | --------- |
| 12.02.2017 | Verpflichtungskredit für die Kandidatur für die Olympischen und Paralympischen Winterspiele 2026 | 39,90 %           | Abgelehnt |

### 2016
| Datum | Titel der Vorlage             | Anteil Ja-Stimmen | Resultat |
| ----- | ----------------------------- | ----------------- | -------- |
|       | keine kantonalen Abstimmungen |                   |          |

### 2015
| Datum      | Titel der Vorlage | Anteil Ja-Stimmen | Resultat   |
| ---------- | --- | ----------------- | ---------- |
| 14.06.2015 | Teilrevision Kantonsverfassung, neuer Art. 83a (Umsetzung der am 22. September 2013 angenommenen kantonalen Volksinitiative "Ja zu sauberem Strom ohne Kohlekraft") | 80,89 %           | Angenommen |
| 08.03.2015 | Ergänzungsneubau Mensa und Mediothek für die Kantonsschule sowie Kulturgüterschutzräume für das Amt für Kultur (Verpflichtungskredit von 27 Millionen Franken)      | 61,59 %           | Angenommen |

### 2014
| Datum      | Titel der Vorlage                                                                                  | Anteil Ja-Stimmen | Resultat   |
| ---------- | -------------------------------------------------------------------------------------------------- | ----------------- | ---------- |
| 30.11.2014 | Gesetz über die Gebietsreform im Kanton Graubünden (Mantelgesetz über die Gebietsreform)           | 62,62 %           | Angenommen |
| 28.09.2014 | Gesetz über die Reform des Finanzausgleichs im Kanton Graubünden (Mantelgesetz über die FA-Reform) | 66,09 %           | Angenommen |
| 09.02.2014 | Volksinitiative "Weniger Steuern für das Gewerbe" (Kirchensteuerinitiative)                        | 26,36 %           | Abgelehnt  |

### 2013
| Datum      | Titel der Vorlage | Anteil Ja-Stimmen | Resultat     |
| ---------- | --- | ----------------- | ------------ |
| 22.09.2013 | Kantonale Volksinitiative "Ja zu sauberem Strom ohne Kohlekraft" und Gegenvorschlag des Grossen Rates "Keine neuen Investitionen in Kohlekraftwerke, sofern der CO2-Ausstoss nicht wesentlich reduziert werden kann" | 56,45 %           | (Initiative) |
| 03.03.2013 | Teilrevision des Finanzhaushaltsgesetzes (Olympische Winterspiele 2022 in Graubünden) | 47,34 %           | Abgelehnt    |
| 03.03.2013 | "Für gerechte Wahlen" (Proporzinitiative 2014) | 43,90 %           | Abgelehnt    |
| 03.03.2013 | Teilrevision der Kantonsverfassung (Art. 16 Ziff. 6 KV, Aufhebung des ausserordentlichen Behördenreferendums) | 63,04 %           | Angenommen   |

### 2012
| Datum      | Titel der Vorlage                                                                              | Anteil Ja-Stimmen | Resultat   |
| ---------- | ---------------------------------------------------------------------------------------------- | ----------------- | ---------- |
| 25.11.2012 | Gesetz über Tourismusabgaben (Tourismusabgabengesetz, TAG)                                     | 34,55 %           | Abgelehnt  |
| 23.09.2012 | Teilrevision der Kantonsverfassung (Gebietsreform)                                             | 77,16 %           | Angenommen |
| 11.03.2012 | Teilrevision der Kantonsverfassung (Umsetzung neues Kindes- und Erwachsenenschutzrecht)        | 87,87 %           | Angenommen |
| 11.03.2012 | Verpflichtungskredit von 69 Millionen Franken für den Bau eines kantonalen Verwaltungszentrums | 50,03 %           | Angenommen |

### 2011
| Datum | Titel der Vorlage             | Anteil Ja-Stimmen | Resultat |
| ----- | ----------------------------- | ----------------- | -------- |
|       | keine kantonalen Abstimmungen |                   |          |

### 2010
| Datum      | Titel der Vorlage | Anteil Ja-Stimmen | Resultat  |
| ---------- | --- | ----------------- | --------- |
| 07.03.2010 | Gesetz über die Neugestaltung des Finanzausgleichs und der Aufgabenteilung zwischen Kanton und Gemeinden (Mantelgesetz über die Bündner NFA) | 49,25 %           | Abgelehnt |

### 2009
| Datum      | Titel der Vorlage | Anteil Ja-Stimmen | Resultat   |
| ---------- | --- | ----------------- | ---------- |
| 17.05.2009 | Teilrevision der Kantonsverfassung (Aufgabenentflechtung bei der Justiz)                                                                                                  | 61,04 %           | Angenommen |
| 17.05.2009 | Kantonale Volksinitiative «ethik.initiative» und Gegenvorschlag des Grossen Rates (Teilrevision des Gesetzes für die Volksschulen des Kantons Graubünden: «Modell 1 + 1») | 30,80 %           | Abgelehnt  |

### 2008
| Datum      | Titel der Vorlage                                                                                               | Anteil Ja-Stimmen | Resultat  |
| ---------- | --- | ----------------- | --------- |
| 30.11.2008 | Beitritt zur Interkantonalen Vereinbarung über die Harmonisierung der obligatorischen Schule (HarmoS-Konkordat) | 43,28 %           | Abgelehnt |
| 24.02.2008 | Kantonale Volksinitiative «Grosser Rat: 80 sind genug»                                                          | 49,09 %           | Abgelehnt |

### 2007
| Datum      | Titel der Vorlage                                                                              | Anteil Ja-Stimmen | Resultat   |
| ---------- | ---------------------------------------------------------------------------------------------- | ----------------- | ---------- |
| 25.11.2007 | Teilrevision des Gesetzes über das Gesundheitswesen des Kantons Graubünden (Gesundheitsgesetz) | 74,9 %            | Angenommen |
| 17.06.2007 | Sprachengesetz des Kantons Graubünden                                                          | 53,9 %            | Angenommen |

### 2006
| Datum      | Titel der Vorlage | Anteil Ja-Stimmen | Resultat   |
| ---------- | --- | ----------------- | ---------- |
| 26.11.2006 | Teilrevision der Kantonsverfassung (Art. 21 Abs. 1 und 3, Art. 51 a und Art. 55 Abs. 2; Justizreform)                                          | 82,3 %            | Angenommen |
| 24.09.2006 | Teilrevision des Gesetzes über die Jagd und den Wildschutz im Kanton Graubünden (Jagdgesetz)                                                   | 54,5 %            | Angenommen |
| 24.09.2006 | Teilrevision der Kantonsverfassung (neuer Art. 50 Abs. 3: Delegation von Rechtsetzungsbefugnissen an die selbstständigen kantonalen Anstalten) | 76,3 %            | Angenommen |
| 12.02.2006 | Verpflichtungskredit von netto 20 Mio. Franken (Preisstand 2003) für den Bau der Porta Alpina Sedrun                                           | 71,6 %            | Angenommen |

### 2005
| Datum | Titel der Vorlage             | Anteil Ja-Stimmen | Resultat |
| ----- | ----------------------------- | ----------------- | -------- |
|       | keine kantonalen Abstimmungen |                   |          |

### 2004
| Datum      | Titel der Vorlage | Anteil Ja-Stimmen | Resultat   |
| ---------- | --- | ----------------- | ---------- |
| 26.09.2004 | Teilrevision von Artikel 35 der Kantonsverfassung (Schaffung einer Rechtsgrundlage für die Delegation von Budgetkompetenzen).              | 66,29 %           | Angenommen |
| 26.09.2004 | Revision des Gesetzes über die Wirtschaftsförderung im Kanton Graubünden (Wirtschaftsförderungsgesetz).                                    | 59,73 %           | Angenommen |
| 16.05.2004 | Verpflichtungskredit von brutto 98,1 Millionen Franken für die Ausführung des Gesamtkonzepts «Neubau und Sanierung der Kantonsschule Chur» | 38,3 %            | Abgelehnt  |
| 08.02.2004 | Totalrevision des Gesetzes über die Familienzulagen                                                                                        | 82,2 %            | Angenommen |

### 2003
| Datum      | Titel der Vorlage | Anteil Ja-Stimmen | Resultat   |
| ---------- | --- | ----------------- | ---------- |
| 30.11.2003 | Teilrevision des Gastwirtschaftsgesetzes für den Kanton Graubünden                                                                                 | 77,2 %            | Angenommen |
| 30.11.2003 | Teilrevision des Gesetzes über die Förderung der Krankenpflege und der Betreuung von Betagten und pflegebedürftigen Personen (Krankenpflegegesetz) | 67,8 %            | Angenommen |
| 30.11.2003 | lrevision des Gesetzes über die Krankenversicherung und die Prämienverbilligung                                                                    | 66,3 %            | Angenommen |
| 30.11.2003 | Teilrevision des Gesetzes über Erwerb und Verlust des Kantons- und Gemeindebürgerrechtes (Bürgerrechtsgesetz)                                      | 79,6 %            | Angenommen |
| 30.11.2003 | Teilrevision des Gesetzes für die Volksschulen des Kantons Graubünden (Schulgesetz)                                                                | 67,9 %            | Angenommen |
| 30.11.2003 | Teilrevision des Gesetzes über die Kindergärten im Kanton Graubünden (Kindergartengesetz)                                                          | 69,7 %            | Angenommen |
| 30.11.2003 | Teilrevision des Gesetzes über die Berufsbildung im Kanton Graubünden (Kantonales Berufsbildungsgesetz)                                            | 79,7 %            | Angenommen |
| 30.11.2003 | Teilrevision des Gesetzes über die Erhebung einer Kultussteuer für juristische Personen (Kultussteuergesetz)                                       | 78,5 %            | Angenommen |
| 30.11.2003 | Teilrevision des kantonalen Fischereigesetzes | 83,6 %            | Angenommen |
| 30.11.2003 | Teilrevision des Strassengesetzes des Kantons Graubünden                                                                                           | 67,2 %            | Angenommen |
| 30.11.2003 | «Initiative zur Wahrung der Chancengleichheit für Bündner Jugend»                                                                                  | 44 %              | Abgelehnt  |
| 14.09.2003 | Totalrevision der Kantonsverfassung (Stichfrage zum Wahlverfahren des Grossen Rats)                                                                |                   |            |
| 18.05.2003 | Totalrevision der Kantonsverfassung mit Variantenabstimmung zum Wahlverfahren des Grossen Rats                                                     |                   |            |
| 18.05.2003 | Gesetz Über die Förderung der familienergänzenden Kinderbetreuung                                                                                  | 56,70 %           | Angenommen |

### 2002
| Datum      | Titel der Vorlage                                                            | Anteil Ja-Stimmen | Resultat   |
| ---------- | ---------------------------------------------------------------------------- | ----------------- | ---------- |
| 22.09.2002 | Gesetz über Ausbildungsstätten im Gesundheits- und Sozialwesen (AGSG)        | 82,1 %            | Angenommen |
| 03.03.2002 | Gegenvorschlag Volksinitiative für tragbare Krankenkassen                    | 81,1 %            | Angenommen |
| 03.03.2002 | Teilrevision Gesetz über die Krankenversicherung und die Prämienverbilligung | 80,8 %            | Angenommen |
| 03.03.2002 | Kantonsbeitrag an die Ski-WM 2003 in St. Moritz                              | 57,7 %            | Angenommen |

### 2001
| Datum      | Titel der Vorlage | Anteil Ja-Stimmen | Resultat   |
| ---------- | --- | ----------------- | ---------- |
| 02.12.2001 | Kantonales Umweltschutzgesetz | 78,4 %            | Angenommen |
| 10.06.2001 | Teilrevision des Gesetzes über die Ausübung der politischen Rechte im Kanton Graubünden (Änderung von Artikel 23)                                           | 66,3 %            | Angenommen |
| 10.06.2001 | Neues Datenschutz-Gesetz | 83,7 %            | Angenommen |
| 10.06.2001 | Neues Gesetz über die Organisation der kantonalen psychiatrischen Dienste und Wohnheime für psychisch behinderte Menschen (Psychiatrie-Organisationsgesetz) | 79,0 %            | Angenommen |
| 04.03.2001 | Krankenpflegegesetz | 87,5 %            | Angenommen |

### 2000
| Datum      | Titel der Vorlage                                                                                                 | Anteil Ja-Stimmen | Resultat   |
| ---------- | --- | ----------------- | ---------- |
| 26.11.2000 | Aufhebung des Gesetzes über die Feststellung von politischen Gemeinden                                            | 84,8 %            | Angenommen |
| 26.11.2000 | Aufhebung des Gesetzes über die Verwendung von Korporationsvermögen                                               | 84,5 %            | Angenommen |
| 26.11.2000 | Aufhebung des Gesetzes über Rohrleitungen für die Beförderung von Erdöl, Erdgas und deren Veredelungserzeugnissen | 86,6 %            | Angenommen |
| 26.11.2000 | Aufhebung des Gesetzes über die Erhebung einer Hundesteuer                                                        | 75,1 %            | Angenommen |
| 26.11.2000 | Revision des Gesetzes für die Volksschulen des Kantons Graubünden                                                 | 85,9 %            | Angenommen |
| 26.11.2000 | Teilrevision des Gesetzes über die Berufsbildung im Kanton Graubünden                                             | 89,8 %            | Angenommen |
| 26.11.2000 | Teilrevision des Gesetzes über die Förderung Behinderter                                                          | 93,2 %            | Angenommen |
| 26.11.2000 | Teilrevision des Gesetzes über die Erhaltung und Förderung der Landwirtschaft                                     | 83,4 %            | Angenommen |
| 26.11.2000 | Teilrevision des kantonalen Waldgesetzes                                                                          | 83,9 %            | Angenommen |
| 26.11.2000 | Totalrevision des Fischereigesetzes                                                                               | 81,3 %            | Angenommen |
| 26.11.2000 | Teilrevision des Gesetzes über die Gebäudeversicherung im Kanton Graubünden                                       | 86,6 %            | Angenommen |
| 26.11.2000 | Teilrevision des Gesetzes über die Katastrophenhilfe                                                              | 91,8 %            | Angenommen |
| 26.11.2000 | Teilrevision des Enteignungsgesetzes des Kantons Graubünden                                                       | 72,8 %            | Angenommen |
| 26.11.2000 | Totalrevision des Gesetzes über das Bergführer- und Skisportwesen                                                 | 86,9 %            | Angenommen |
| 26.11.2000 | Teilrevision des Einführungsgesetzes zum Schweizerischen Zivilgesetzbuch                                          | 86,5 %            | Angenommen |
| 26.11.2000 | Teilrevision des Gemeindegesetzes des Kantons Graubünden                                                          | 81,7 %            | Angenommen |
| 26.11.2000 | Teilrevision des Einführungsgesetzes zum Bundesgesetz über den Erwerb von Grundstücken durch Personen im Ausland  | 60,5 %            | Angenommen |
| 24.09.2000 | Binnenschifffahrt                                                                                                 | 76,7 %            | Angenommen |
| 24.09.2000 | Energiegesetz | 73,9 %            | Angenommen |
| 24.09.2000 | Arbeitslosenversicherung und Insolvenzentschädigung                                                               | 78,6 %            | Angenommen |
| 24.09.2000 | Kredit Alpine Ski-WM 2003 St. Moritz                                                                              | 49,1 %            | Abgelehnt  |
| 21.05.2000 | Gesetz über die Spielautomaten und die Spielbetriebe                                                              | 77,1 %            | Angenommen |
| 24.09.2000 | Teilrevision Kantonsverfassung                                                                                    | 79,8 %            | Angenommen |
| 24.09.2000 | Gesetz über die Änderung der Gerichtsorganisation                                                                 | 79,0 %            | Angenommen |